# Yoshida Hiroshi (Maler)

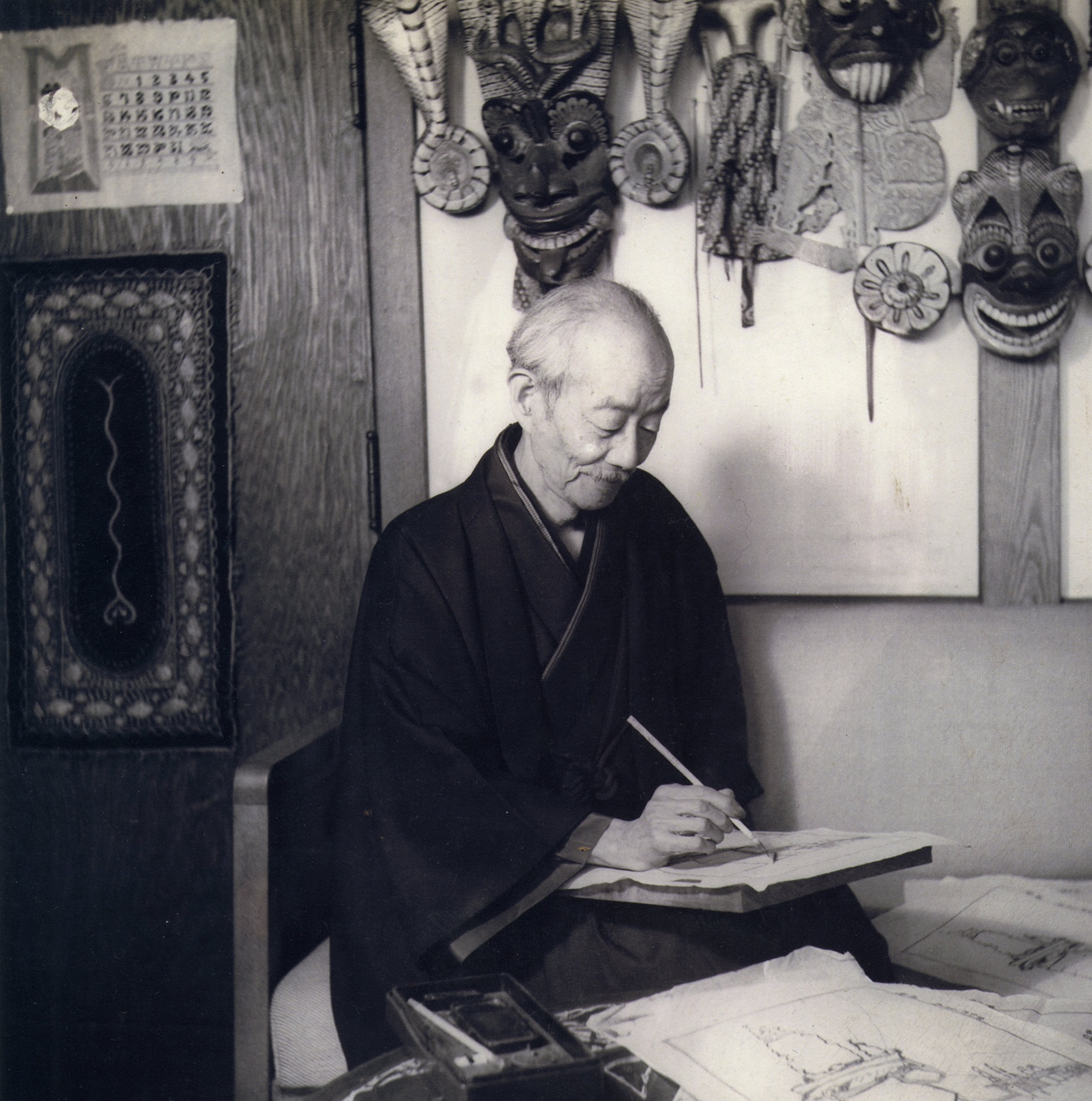
Hiroshi Yoshida, 1949

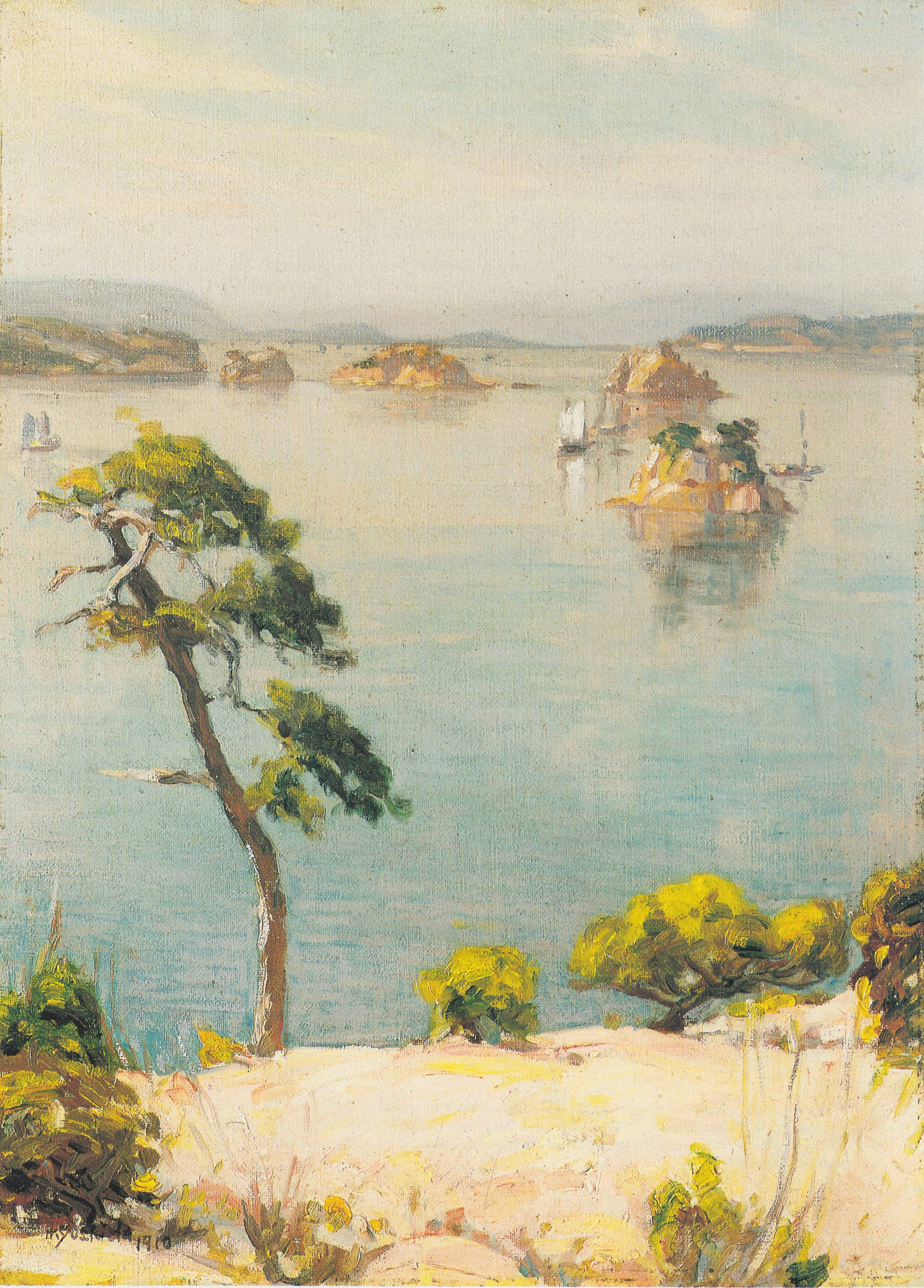
Aquarell, 1910

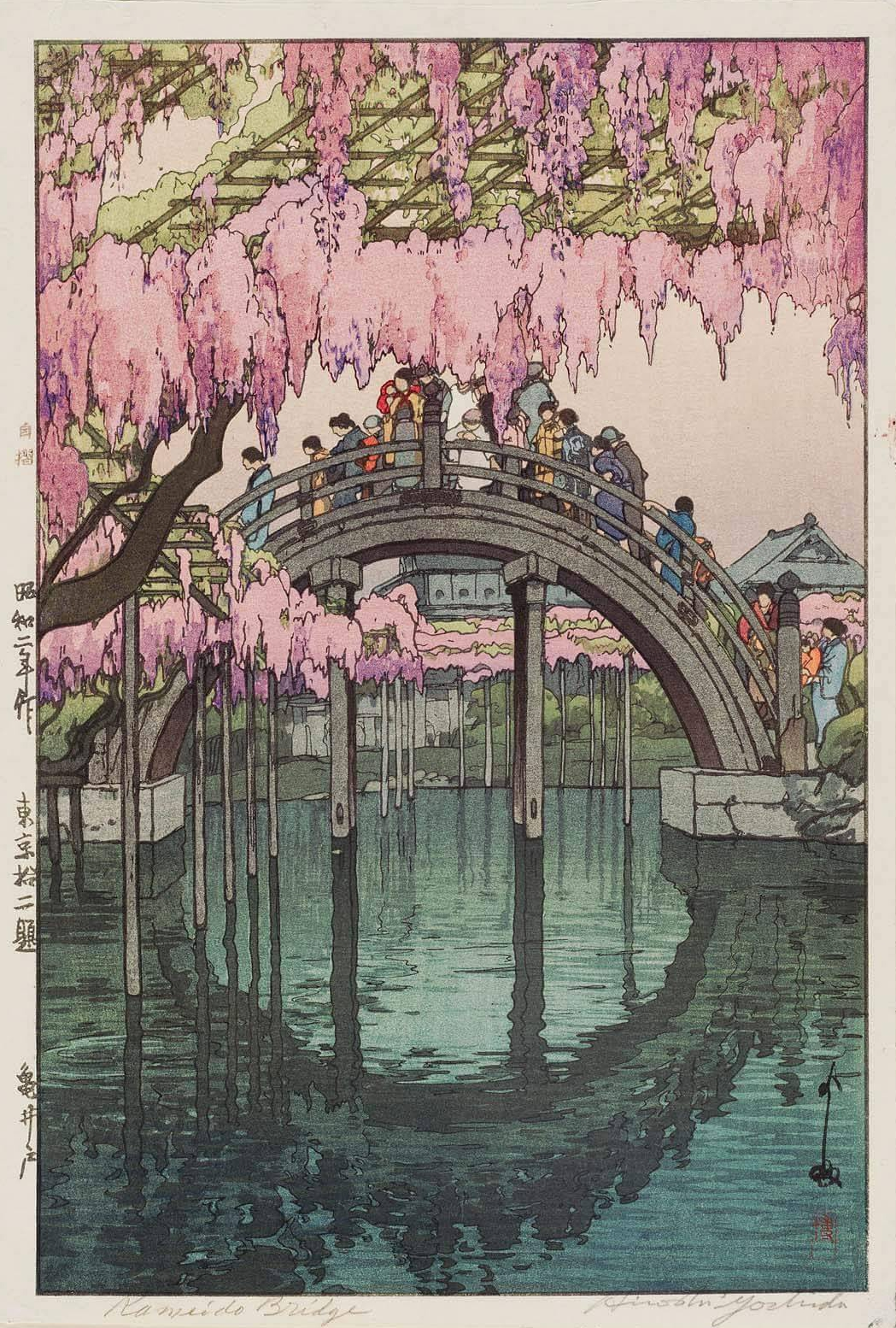
Trommelbrücke am Kameido-Schrein

Yoshida Hiroshi (japanisch 吉田 博; geb. 19. September 1876 in Kurume; gest. 5. April 1950) war ein japanischer Maler und Holzschnitt-Künstler.

## Werdegang
Yoshida wurde als Sohn des Samurai Ueda Tsukane (上田 束秀之) in Kurume (Kyūshū) geboren. Seine Familie zog öfters um, was dazu führte, dass Reisen, wie er später sagte, zu seiner zweiten Natur wurde. Einer seiner Lehrer, Yoshida Kasaburō (吉田 嘉三郎), erkannte sein Talent und adoptierte ihn. 1893 studierte Yoshida Malerei im westlichen Stil bei Tamura Sōryū in Kyōto. 1894 ging er nach Tōkyō und bildete sich weiter an der privaten Fudosha-Schule.
1899 reiste er in die USA und hatte in Boston eine Ausstellung mit seinen Aquarellen, die gut aufgenommen wurden. Er hatte nun genug Geld, um nach Europa zu reisen und Frankreich, die Schweiz, Italien und Deutschland zu besuchen. Er reiste zunächst zurück in die USA, bevor er nach Japan zurückkehrte. 1903–06 war er wieder auf Reisen in den USA und in Europa. 
1910 wurde er zum ersten Mal in die Jury der vierten ‚Bunten‘-Ausstellung gewählt. ‚Bunten‘ ist die Abkürzung für die vom japanischen Kultusministerium (Mombu-shō) veranstaltete jährliche Kunstausstellung ‚Mombushō bijutsu tenrankai‘ (文部省美術展覧会). 
1920 lernte er Watanabe Shōzaburō kennen und produzierte für ihn die erste Vorlage für einen Holzschnitt. Als 1923 bei dem Großen Kantō-Erdbeben Watanabes Druckstöcke verloren gingen, floh er gewissermaßen mit seiner Frau in die USA, reiste weiter nach Europa, bis er im August 1925 wieder nach Japan zurückkehrte. 
1929 reiste Yoshida nach Indien und Südostasien. Er setzte seine erfolgreiche Ausstellungstätigkeit fort und war auch weiterhin der Jury der in Teiten umbenannten jährlichen staatlichen Ausstellung tätig. Während des Krieges wurde er von der Regierung als einer der Maler nach China geschickt und brachte von dort Zeichnungen für Holzschnitte mit.
1946 erschien sein letzter Holzschnitt ‚Ein Bauernhaus‘. 1947 wurde er Präsident der Künstlervereinigung ‚Taiheiyō gakai‘. Im Oktober 1949 erkrankte Yoshida und starb im April des nächsten Jahres.
Der Holzschnittkünstler Yoshida Tōshi (1911–1995) war sein Sohn.

## Wirken
Yoshida begann seine Karriere mit Aquarellen. Als er dann ab 1920 zum Holzschnitt überging, bemühte er sich, die feinen Farbabstufungen des Aquarells auf den Holzschnitt zu übertragen. Nachdem er zunächst für Watanabe Vorlagen erstellt hatte, gründete er um 1925 seine eigene Druckerei. Er signierte seine Blätter dann mit „selbst abgezogen“ (自刷り, jizuri), wobei er genau genommen nur den Druck sorgfältig überwachte. Es sollen bis zu 60 Druckvorgänge (mit jeder Platte mehrfach) für ein Blatt ausgeführt worden sein, um die feinen Schattierungen zu verwirklichen.
Yoshida hat sich nahezu ausschließlich mit der Wiedergabe von Landschaften und Orten befasst, wobei er seine Motive weltweit einfing. 
Meist wird Yoshida der Shin-hanga-Bewegung zugeordnet, aber sein westlicher Stil und die Ausführung seiner Drucke machen ihn zu einem Sonderfall.

## Bilder

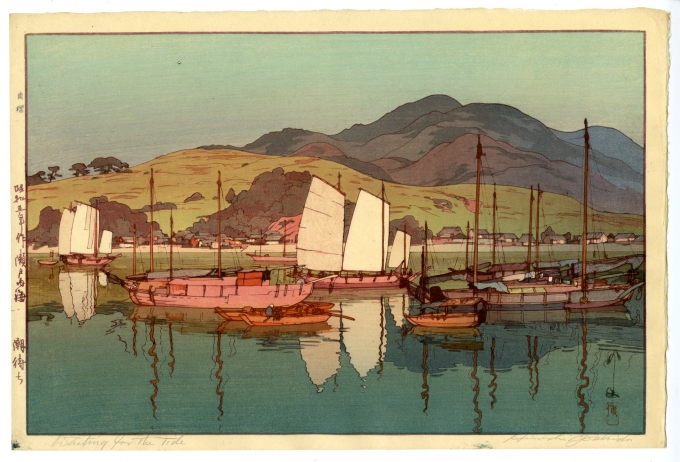
Inlandsee
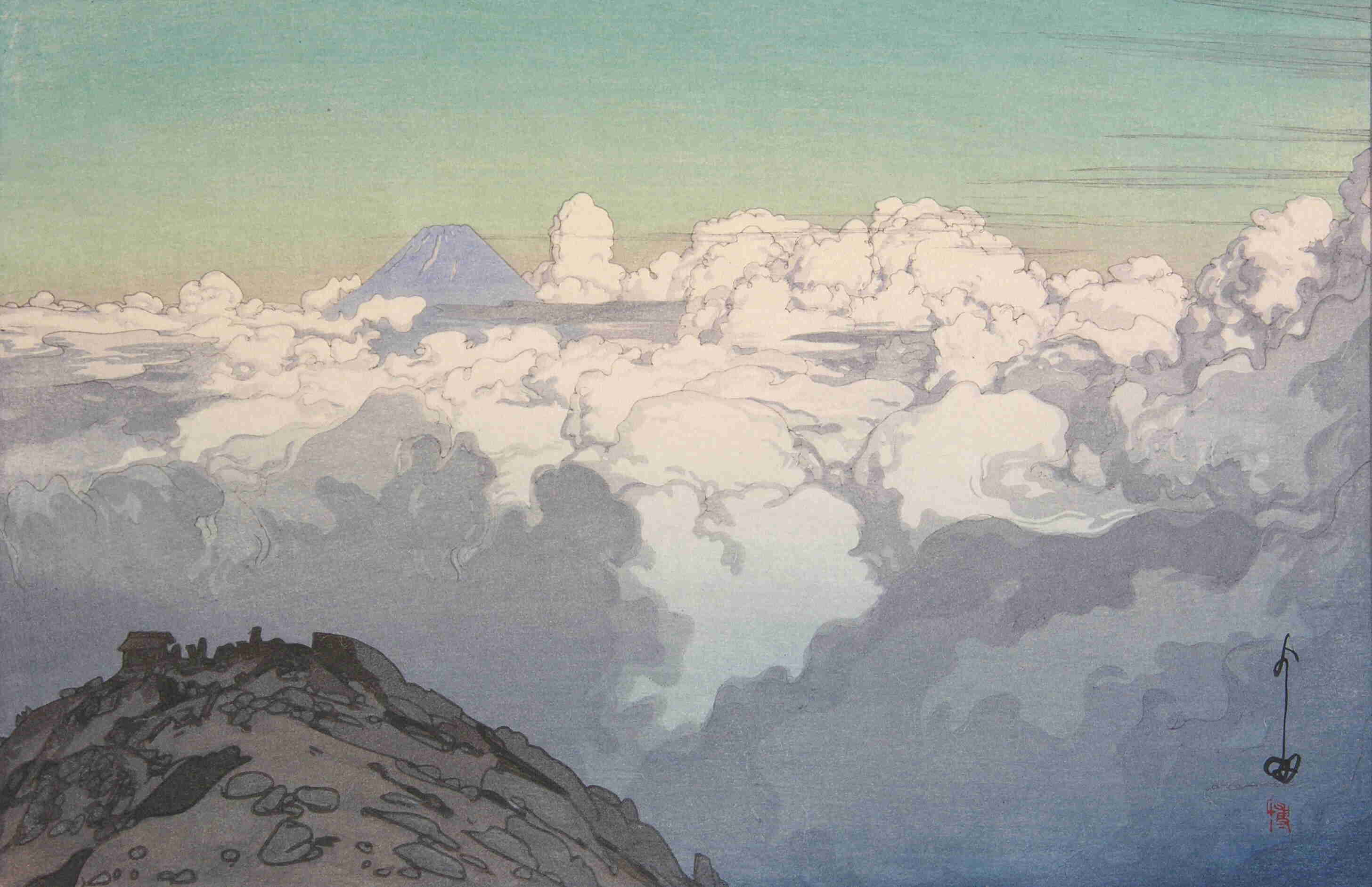
Blick vom Komagatake (1928)
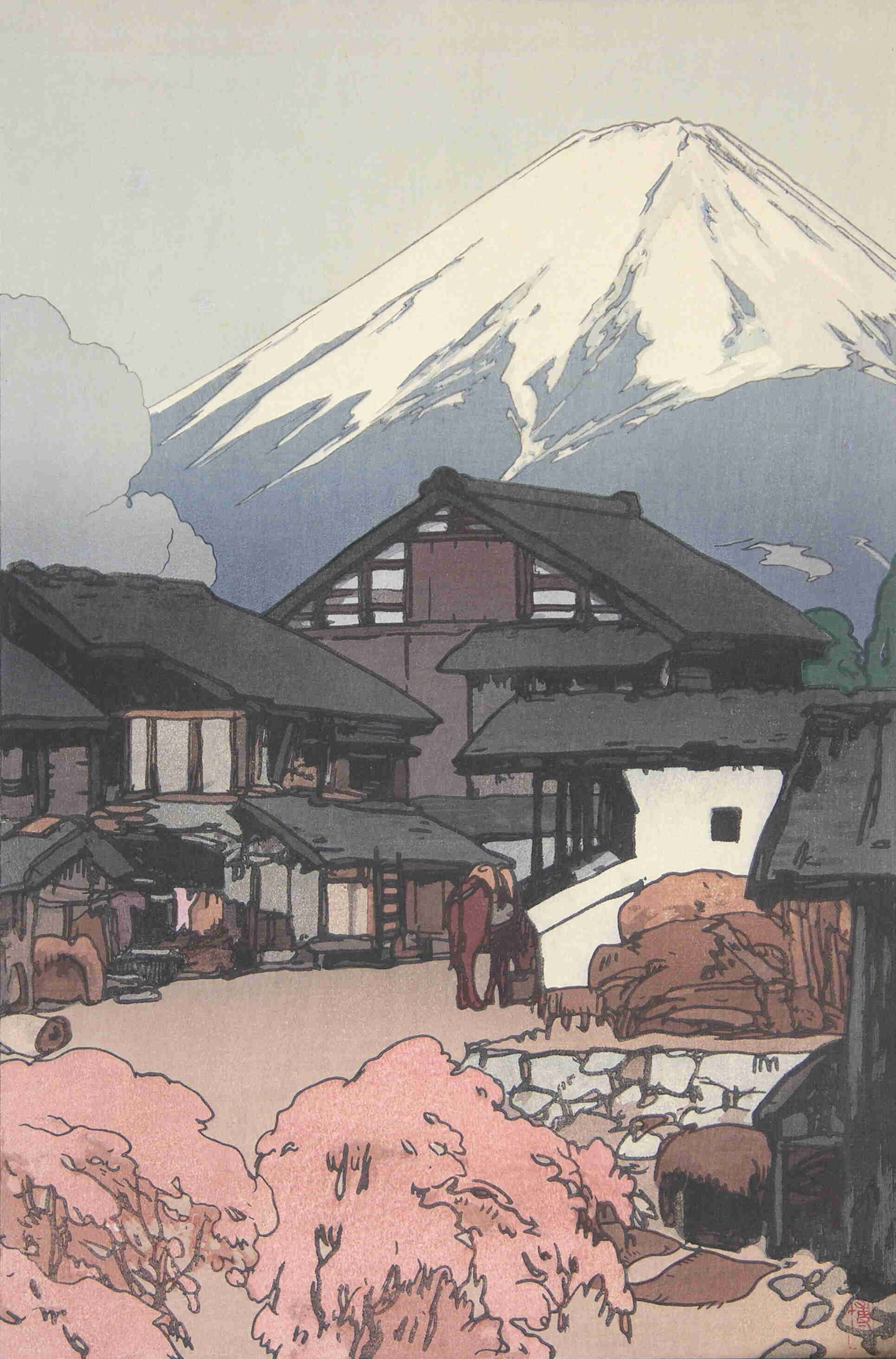
Fuji von Funatsu aus (1928)
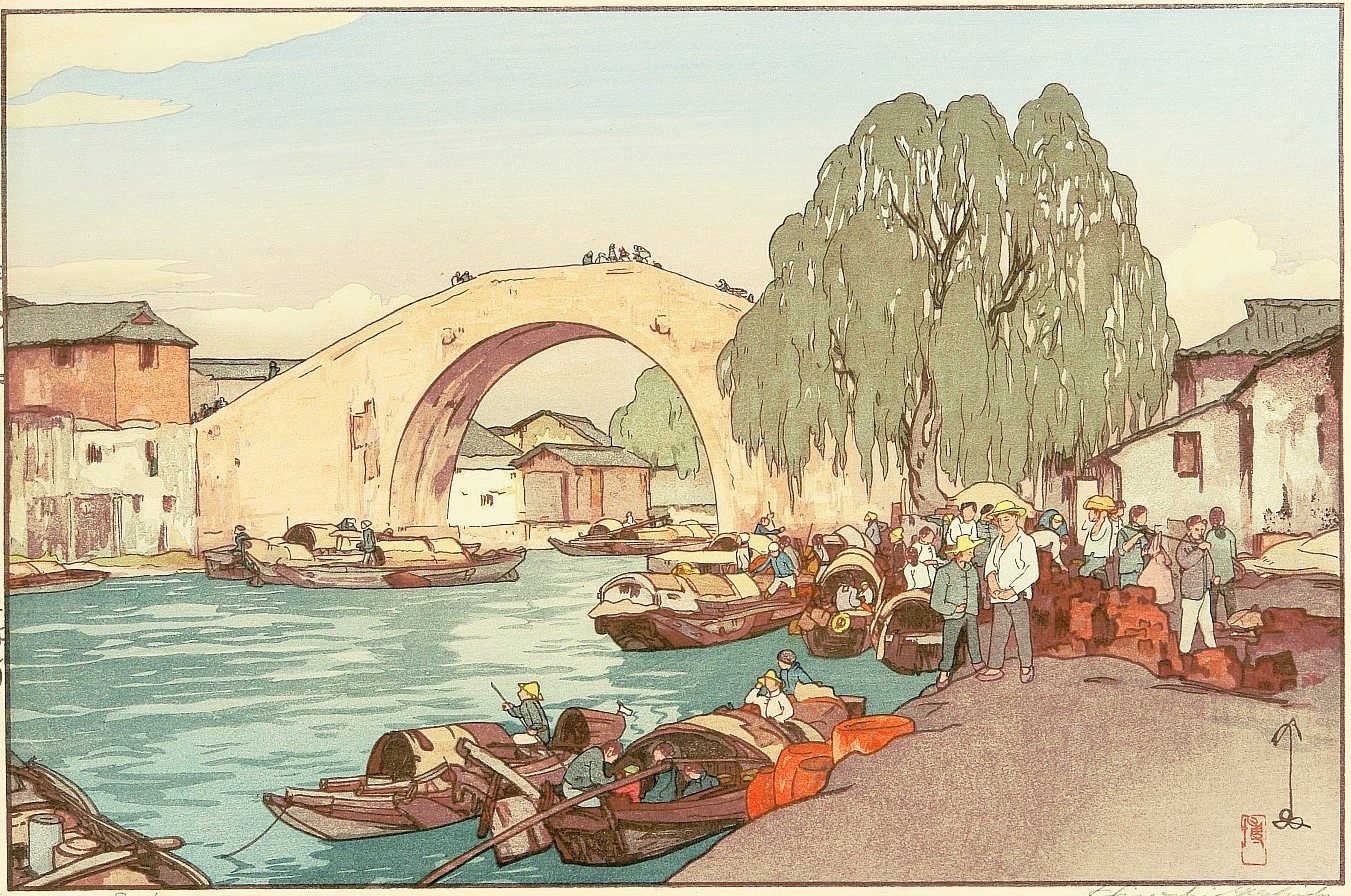
Szene in China
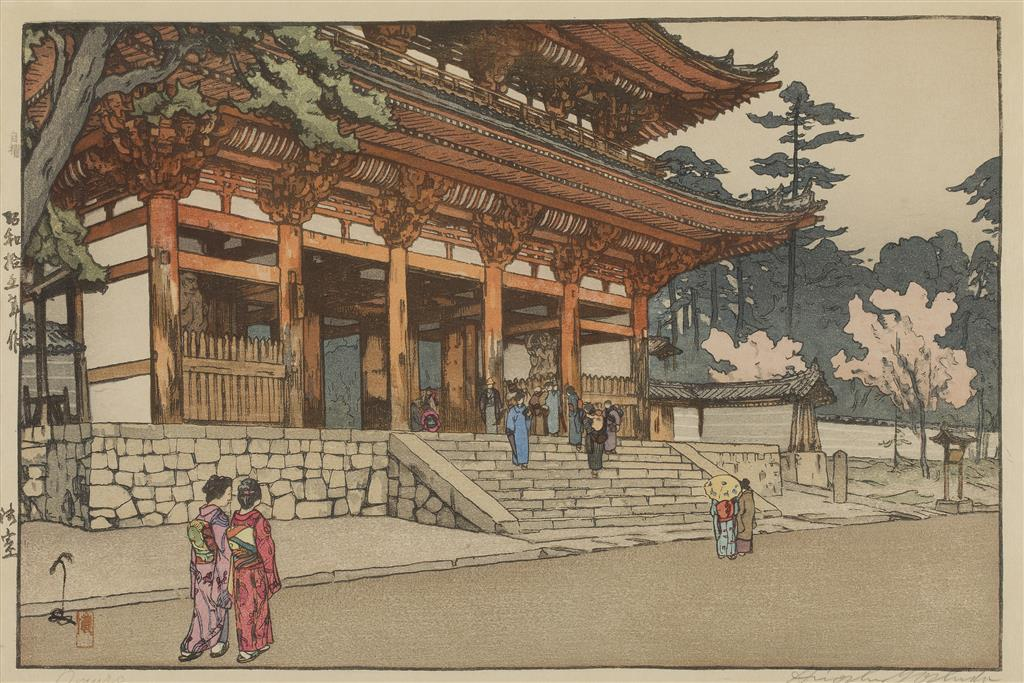
Omuro
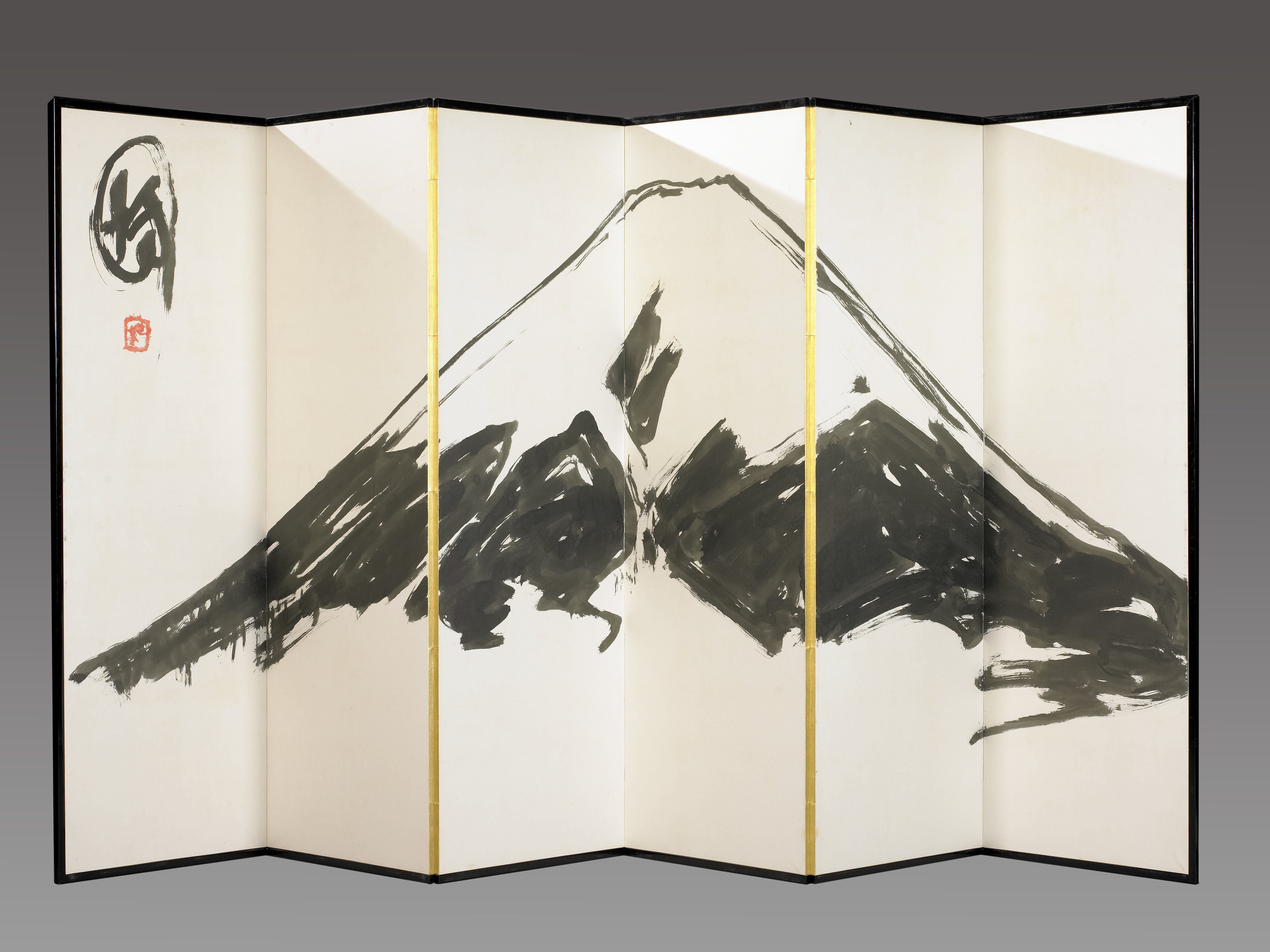
Pilgerfahrt auf den Berg Fuji